# 중앙아메리카 이주민 카라반
중앙아메리카 이주민 카라반(Central American migrant caravans) 또는 이주민의 십자가의 길(Viacrucis del migratione)은 미국에 망명을 요구하기 위해 중앙아메리카에서 멕시코-미국 국경으로 여행하는 이주민 카라반이다. 이들 중 가장 크고 가장 잘 알려진 단체는 2017년 초와 2018년 성주간에 중앙아메리카 북부삼각지대(NTCA)에서 출발한 푸에블로 신 프론테라스(국경 없는 사람들)가 조직했지만, 이러한 이민자 카라반은 몇 년 동안 도착하기 시작했다. 2018년 후반에도 관련 없는 다른 카라반이 계속해서 도착했다.
이주민 카라반이 주로 망명을 원하는 난민들로 구성되어 있는지 아니면 단지 전통적인 경제적 이주자들이 대규모로 집중되어 있는지에 대해 약간의 의견 차이가 있다. 수많은 인권 단체들은 최근 몇 년간 중미 국가에서 폭력과 학대가 증가했다는 사실을 기록하고 있다. 국제앰네스티가 인용한 무장폭력 및 개발에 관한 제네바 선언문 보고서에 따르면 2007년부터 2012년 사이에 몇몇 중앙아메리카 국가의 연간 평균 여성 살인율이 세계에서 가장 높았다. 카라반 구성에 대한 다른 연구에 따르면 카라반은 전통적인 경제적 이주민과 더 유사하다.

## 같이 보기
- 브룩스군 (텍사스주)
- 유럽 난민 위기
- 멕시코-미국 국경 위기
- 보트피플